# .box
نطاق الإنترنت دوت بوكس .box هو نطاق إنترنت عام، بدأ استعمالهُ اعتبارًا مِن 27 أكتوبر 2016. ولا يزال مستعملًا حتى الآن. أتى الاسم .box من الكلمة ذاتها بالإنجليزية التي تعني صندوق.

## وصف

### إدارة
يُدار هذا النطاق من قِبل شركة intercap.inc رسميًا.

### الإستخدام
هو إمتداد اسم المجال عبارة عن مساحة اسم تروج لاستخدام تقنيات لسحابة شخصية لربط جميع أجهزة الفرد لتشكيل سحابة شخصية خاصة.

## جدل
هناك خلافات مستمرة بين منظمة دوت آسيا. على كلٍ من نطاقين «.box» و «.spa» نطاقات المستوى الأعلى حيث كانت تُفضل المُنظمة أن تكون هذه النطاقات مِن ضمن أعضاء مجلس إدارتها.

## روابط خارجية
- موقع رسمي